# Phyllogomphus selysi
Phyllogomphus selysi é uma espécie de libelinha da família Gomphidae.
Pode ser encontrada nos seguintes países: Angola, Botswana, Camarões, República do Congo, República Democrática do Congo, Quénia, Malawi, Moçambique, Namíbia, África do Sul, Tanzânia, Uganda, Zâmbia, Zimbabwe e possivelmente no Burundi.
Os seus habitats naturais são: rios.